# Лигачёва, Альбина Альбертовна
Альбина Альбертовна Лигачёва (18 октября 1969) — российская гребчиха, заслуженный мастер спорта, шестнадцатикратная чемпионка России по академической  гребле, финалистка олимпийских игр, бронзовый призёр чемпионата мира 1997 года.

## Биография
Тренировалась у Анатолия Михайловича Михайлова и Александра Григорьевича  Стреляева. В 1992 году начала выступать за сборную России. В 1995 году объединилась с Верой Почитаевой, в паре с ней выиграла бронзу чемпионата мира 1997 года, вышла в финал Олимпийских игр 1996 года в Атланте. Четыре года спустя в Сиднее заняла 7 место. Выступала за СК Министерства обороны РФ и ФСО профсоюзов «Россия». По окончании спортивной карьеры несколько лет работала тренером по академической гребле в СДЮСШОР № 10 (Липецк).
Окончила Московскую государственную академию физической культуры. С 2024 года — старший преподаватель Института физической культуры и спорта Дальневосточного федерального университета.